# Ururaí (Santa Adélia)
Ururaí é um distrito do município brasileiro de Santa Adélia, no interior do estado de São Paulo.

## História

### Origem
O povoado de Taquara, que deu origem ao distrito de Ururaí, foi fundado em terras da Sesmaria de Maria Francisca de Jesus Castilho. O distrito é bem conhecido justamente pelos seus moradores antepassados, que fizeram parte da história imperial brasileira.
Em 1820 uma família portuguesa proveniente da Ilha da Madeira embarcou para o Brasil, eram os irmãos José Antonio de Castilho, Manoel Francisco de Castilho e Alexandre José de Castilho, que chegaram ao Rio de Janeiro na esteira da família real portuguesa.
Logo após o casal Manoel Francisco de Castilho e Maria Francisca de Jesus Castilho adquiriram uma fazenda em Minas Gerais. Com a morte do marido, a viúva decidiu se mudar com seus três filhos para a capital imperial.
Na corte carioca ela fez amizade com a Imperatriz Leopoldina, esposa do Imperador Dom Pedro I. Em 1825 a imperatriz estava procurando uma ama de leite para seu filho, o futuro Imperador Dom Pedro II, que iria nascer em dezembro, e Maria Francisca se ofereceu para tal.
Pela atitude o Imperador Dom Pedro I presenteou Maria Francisca com uma sesmaria que se estendia desde os sertões ou campos de Araraquara até a barranca do Rio Tietê. A carta que concedia o lote de terra foi lavrada em maio de 1825, ou seja, sete meses antes do nascimento do futuro imperador.
Ela também ganhou da Corte Portuguesa uma luxuosa capa preta, que sempre fazia questão de usar. Por isso ela recebeu o cognome de "Capa Preta".
Maria Francisca amamentou Dom Pedro II após a morte de Dona Leopoldina e depois se mudou para São Paulo. Acompanhada dos filhos, empregados e escravos, conduzindo pertences e mercadorias, penetraram no sertão para tomar posse das terras que ganhou do Imperador.
O local se constituía num ponto de passagem obrigatória, pois era utilizado como “pouso de tropeiros”. Pelos idos de 1867, mais precisamente nos dias 21, 22 e 23 de julho, por ali passou a comitiva do Visconde de Taunay que retornava da “Campanha do Paraguai”, após combater em terras paraguaias.
Taunay registrou sob a forma de diário todas as passagens da viagem de retorno, constando no livro “Céus e Terras do Brasil”. Ele relata a sua passagem pela propriedade da Capa Preta, tendo ali saboreado o delicioso biscoito “brevidade”. Registra também que cruzou o Ribeirão dos Porcos que naquele momento estava transbordando.

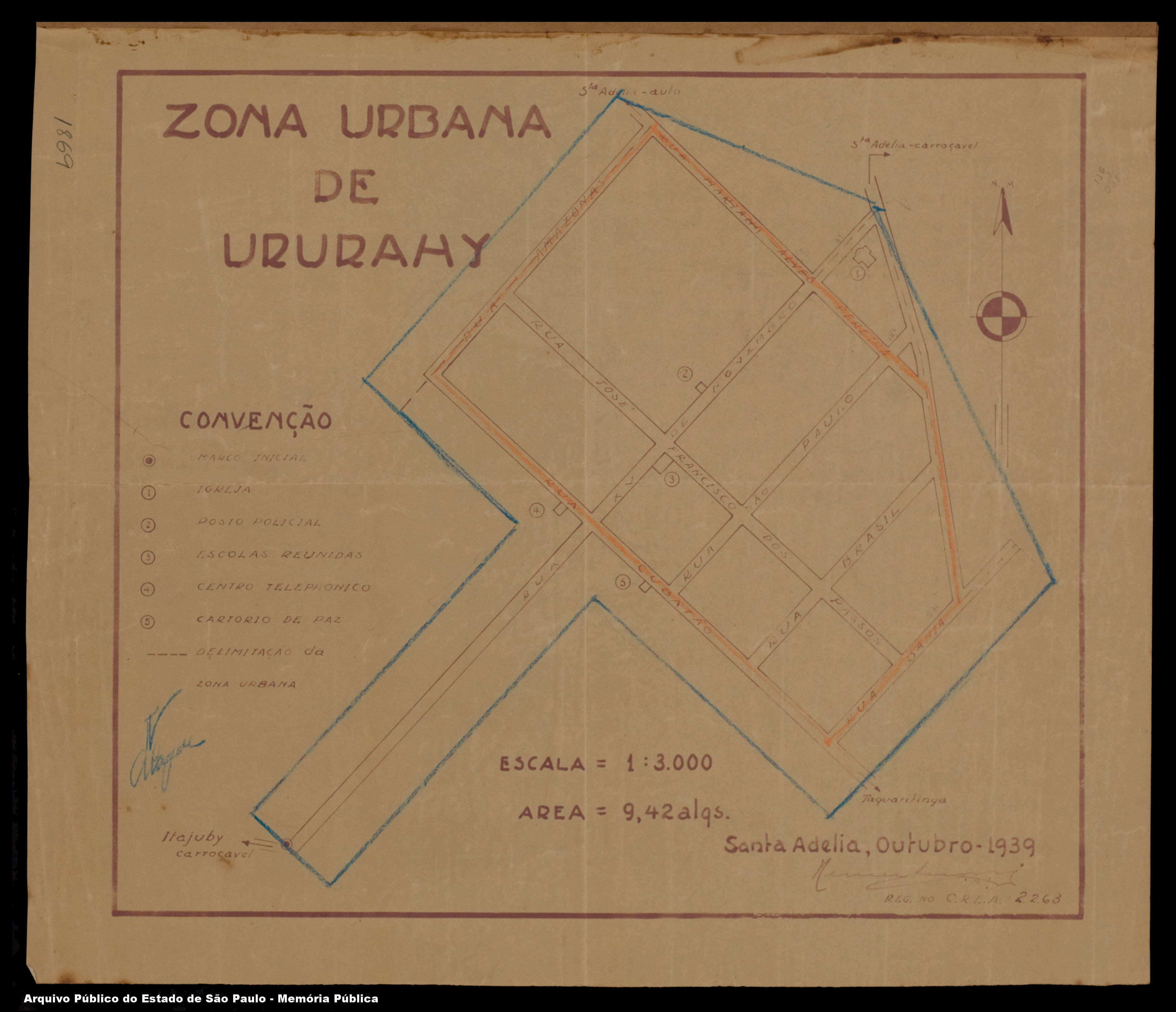
Planta da área urbana original.

Em posse dessa terra passa a morar nela junto com a família até morrer e ser sepultada no cemitério de Ururaí, um dos povoados fundados em suas terras.
Dona Maria Francisca de Jesus Castilho deixou nestas terras os seus descendentes, sendo que eles ficaram conhecidos como os "Castilho Capa Preta". A rigor, foi a descendência dela que recebeu o cognome, mas este, de certa forma, atingiu os ramos dos outros dois irmãos.
A descendência deles povoaram todo o sertão de Araraquara, principalmente as cidades de Novo Horizonte, Itápolis, Taquaritinga, Santa Adélia, Ururaí, Ibitinga, Itajobi, bem como cidades da região da Noroeste, como Penápolis, Avanhandava, Glicério, Araçatuba e Birigui.
Em 1996 Bertrand de Orléans e Bragança, descendente da família real, visitou Ururaí e atestou o fato. Na visita, o herdeiro da família real brasileira depositou uma coroa de flores no túmulo de Maria Francisca de Jesus Castilho, onde a ama de leite do imperador foi enterrada, e por meio de um discurso reconheceu a importância da "Capa Preta" para história do império brasileiro.

### Formação administrativa

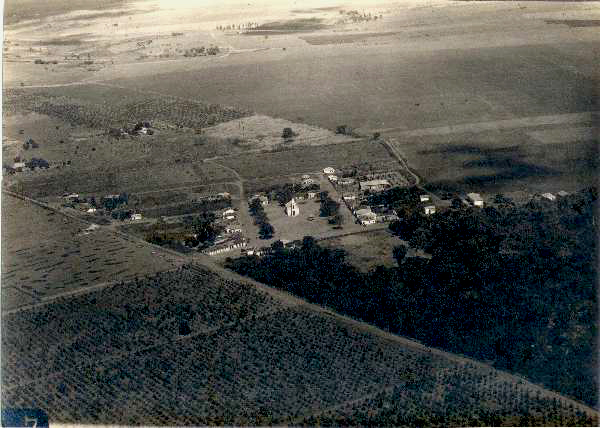
Vista aérea (1939).

- Distrito policial de São Vicente Ferrer da Taquara criado em 17/06/1901 no município de Ribeirãozinho (atual Taquaritinga), posteriormente extinto[7].
- Distrito policial de Taquara criado em 12/02/1906[8].
- Pedido para criação do distrito através de processo que deu entrada na Assembléia Legislativa do Estado de São Paulo no ano de 1907, mas o processo foi arquivado[9].
- Distrito criado pela Lei nº 1.665 de 27/11/1919 com o distrito policial de Taquara, no município de Santa Adélia[10][11].
- Pela Lei Complementar nº 31 de 06/02/2001 perdeu terras para a formação do distrito de Santa Rosa no município de Santa Adélia[12].

## Geografia

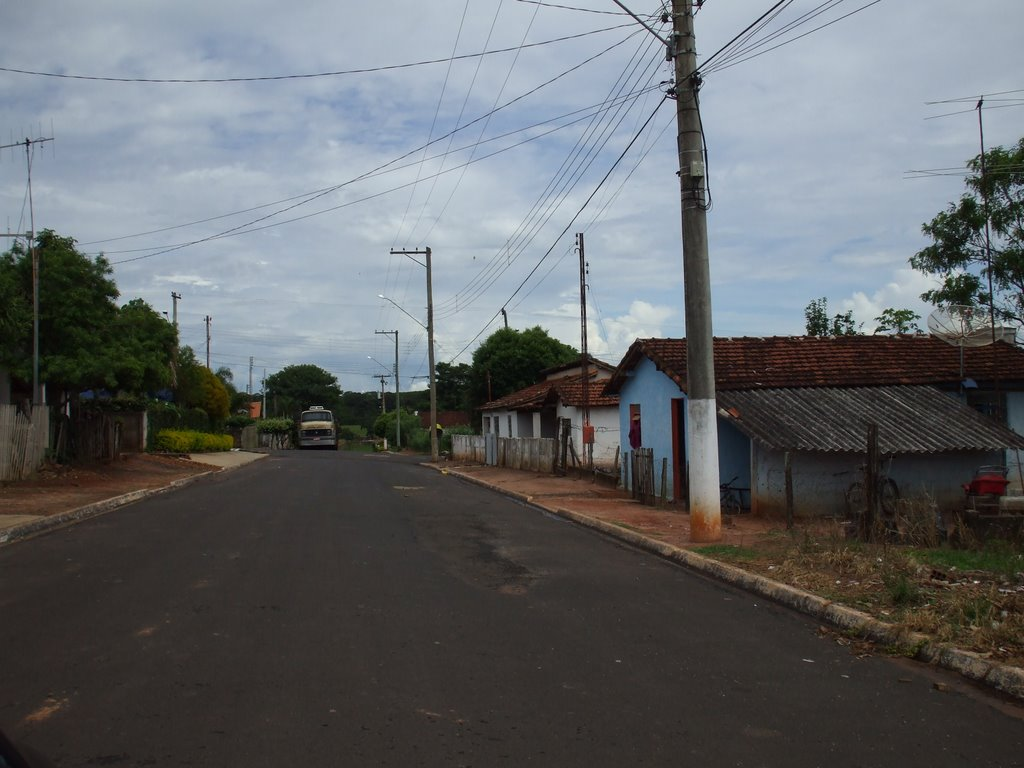
Aspecto local.

### Demografia

#### População urbana
| Crescimento população urbana | Crescimento população urbana | Crescimento população urbana | Crescimento população urbana |
| Censo                        | Pop.                         |                              | %±                           |
| ---------------------------- | ---------------------------- | ---------------------------- | ---------------------------- |
| 1934                         | 207                          |                              |                              |
| 1940                         | 220                          |                              | 6,3%                         |
| 1950                         | 206                          |                              | −6,4%                        |
| 1960                         | 240                          |                              | 16,5%                        |
| 1970                         | 154                          |                              | −35,8%                       |
| 1980                         | 250                          |                              | 62,3%                        |
| 1991                         | 246                          |                              | −1,6%                        |
| 2000                         | 196                          |                              | −20,3%                       |
| 2010                         | 171                          |                              | −12,8%                       |
| Fonte: IBGE e Fundação SEADE |                              |                              |                              |

Entre os censos de 1980 e 2000 o distrito de Santa Rosa era considerado pelo IBGE como área urbana isolada de Ururaí.

#### População total
Pelo Censo 2010 (IBGE) a população total do distrito era de 350 habitantes.

### Área territorial
A área territorial do distrito é de 78,517 km².

### Bairros
- Ururaí (sede)[15]

### Rodovias
O distrito possui acesso à Rodovia Washington Luís (SP-310) através de estrada vicinal.

### Hidrografia
- Ribeirão Água Limpa
- Ribeirão dos Porcos

## Serviços públicos

### Registro civil
Atualmente é feito na sede do município, pois o Cartório de Registro Civil das Pessoas Naturais do distrito foi extinto pela Resolução nº 1 de 29/12/1971 do Tribunal de Justiça do Estado de São Paulo e seu acervo foi recolhido ao cartório do distrito sede.

### Saneamento
O serviço de abastecimento de água é feito pela Prefeitura Municipal de Santa Adélia.

### Energia
A responsável pelo abastecimento de energia elétrica é a CPFL Paulista, distribuidora do Grupo CPFL Energia.

### Telecomunicações
O distrito era atendido pela Telecomunicações de São Paulo (TELESP), que inaugurou a central telefônica utilizada até os dias atuais. Em 1998 esta empresa foi vendida para a Telefônica, que em 2012 adotou a marca Vivo para suas operações.

## Religião
O Cristianismo se faz presente no distrito da seguinte forma:

### Igreja Católica
- A igreja faz parte da Diocese de Catanduva[24].